# وستند گیت
وستند گیت (انگلیسی: Westend Gate) ساختمان اداری تجاری ۴۷ طبقه مستقر در شهر فرانکفورت است، که پروژه ساخت آن در سال ۱۹۷۲ آغاز شد و در سال ۱۹۷۶ به بهره‌برداری رسید.